# Slava (ur)
Slava (ryska: Cлава, betyder ära) var en sovjetisk och senare rysk tillverkare av ur grundad 1924. Klockorna tillverkades i Den andra klockfabriken i Moskva, som senare kom att kallas enbart för Slavafabriken. Slava var Sovjetunionens andra urtillverkare som specialiserade sig på armbandsur till civila, och klockorna var aldrig menat för bruk av militären eller luftvapnet. 
Slava var från början ett dotterbolag till Den andra klockfabriken i Moskva Slava (ryska: Второго Московского часового завода «Слава»). "Slava" är ett av de mest populära sovjetiska klockmärkena, riktat till breda segment av befolkningen. Den exporterades till många länder i världen, och vissa år var exporten upp till 50 % av produktionen. Viss montering skedde i Frankrike och Schweiz men urverken producerades i Moskva.